# Kanton Saint-Cloud
Kanton Saint-Cloud is een kanton van het Franse departement Hauts-de-Seine. Kanton Saint-Cloud maakt deel uit van het arrondissement Boulogne-Billancourt en telt 69.772 inwoners in 2017.

## Gemeenten
Het kanton Saint-Cloud omvatte tot 2014 enkel de gemeente Saint-Cloud.

Door de herindeling van de kantons bij decreet van 24 februari 2014, met uitwerking in maart 2015, werd het kanton uitgebreid met de gemeenten :
- Garches
- Marnes-la-Coquette
- Vaucresson
- Ville-d'Avray